# Магго, Пётр Иванович
Пётр Иванович Магго (латыш. Pēteris Maggo, 1879—1941) — сотрудник советских органов госбезопасности, капитан государственной безопасности, палач. Участник массовых репрессий, один из получивших известность исполнителей смертных приговоров с многолетним стажем (в некоторых документах того времени известен как «Мага»).

## Биография
Латыш. Окончил два класса сельской школы. Участник Первой мировой войны. В 1917 году вступил в ВКП(б).
С апреля 1918 года — боец Свеаборгского отряда ВЧК, 1-й отдельной роты при ВЧК. С октября 1919 — надзиратель внутренней тюрьмы ВЧК. С 1920 года — начальник внутренней тюрьмы ВЧК, комендант дома № 11 на Большой Лубянке.
В 1940 году уволен из органов, после чего спился и в 1941 году умер от цирроза печени. Кремирован. Урна с прахом похоронена в колумбарии Новодевичьего кладбища.

## Награды
- Знак «Почётный работник ВЧК-ГПУ».
- Орден Ленина
- Орден Красной Звезды (1936) — «за особые заслуги в борьбе за упрочение социалистического строя»
- Орден Красного Знамени (1937) — «за выполнение важнейших заданий правительства»